# Футог
Футог (серб. Футог, Futog) — колишнє приміське село, а тепер містечко в Сербії, приналежний до міської общини Нові-Сад Південно-Бацького округу в багатоетнічному, автономному краю Воєводина.

## Населення
Населення містечка становить 19 276 осіб (2002, перепис), з них:
- серби — 16 828 — 90,56%;
- мадяри — 279 — 1,50%;
- югослави — 226 — 1,21%;

Решту жителів  — з десяток різних етносів, зокрема: чорногорці, хорвати, словаки і до сотні русинів-українців, частина з яких вже асимілювалися.